# Felix Lindner
Max Arthur Wilhelm Felix Lindner (* 4. Mai 1849 in Oels; † 31. Juli 1917 in Rostock) war ein deutscher Anglist und Gymnasiallehrer.

## Leben
Felix Lindner, Sohn eines Pastors, legte 1868 sein Abitur im schlesischen Bunzlau ab und nahm dann ein Studium der neueren Sprachen auf. Während seines Studiums wurde er 1868 Mitglied der Burschenschaft Arminia Breslau. Nach einigen Semestern an den Universitäten Breslau und Berlin ging er 1871 für einen einjährigen Studienaufenthalt ans Spring Hill College Moseley in Birmingham. Nach der Rückkehr wurde er 1872 in Rostock mit einer Arbeit Über die Beziehungen des Ortnit zu Huon de Bordeaux promoviert. An der Universität Breslau folgte 1873 das Staatsexamen; in Rostock habilitierte Lindner sich im selben Jahr mit einer Arbeit Über das Präfix a im Englischen.
1873 wurde er Lehrer an der Großen Stadtschule in Rostock. Zugleich begann er als Privatdozent an der Universität Rostock zu lehren. Dort wurde er 1891 außerordentlicher Professor. 1906 gab er den Unterricht an der Schule auf.
Lindner war Mitglied in den Prüfungskommissionen für Kandidaten des höheren Schulamtes und für Oberlehrerinnen. Ab 1897 war er Direktor des englischen Seminars der Universität Rostock.